# Sorbus slavnicensis
Sorbus slavnicensis är en rosväxtart som beskrevs av Karpati. Sorbus slavnicensis ingår i släktet oxlar, och familjen rosväxter. Inga underarter finns listade i Catalogue of Life.